# Kastell Deggingen
Das Kastell Deggingen ist ein römisches Kastell, das hypothetisch dem Alblimes zugeordnet wird. Die während des Prinzipats errichtete Anlage befindet sich als Bodendenkmal auf einer teils bewaldeten, teils landwirtschaftlich genutzten Fläche südlich von Deggingen, einer Gemeinde im Landkreis Göppingen in Baden-Württemberg.

## Lage
Das nördlich der von Aufhausen nach Bad Ditzenbach führenden Straße, unweit des heutigen Weilers „Schonderhöhe“ liegende Kastell diente in der Antike vermutlich als Flankenschutz im Vorfeld des Alblimes, der hier eine ziemlich tiefe Einbuchtung aufwies, und ist möglicherweise ein Hinweis auf die Bedeutung von Clarenna (Kastell Donnstetten) in römischer Zeit. Das Kastell Deggingen könnte außerdem zumindest teilweise erklären, wieso die Römerstraße von Grinario (Kastell Köngen am Neckar) nach Donnstetten außerhalb des Lautertal-Limes (also aus römischer Sicht in Feindesland) verlaufen konnte.
Das Militärlager lag strategisch günstig auf der Albhochfläche. So konnten das Obere Filstal sowie die römischen Straßen in diesem Gebiet überwacht werden.

## Forschungsgeschichte
Im Sommer 1976 wurde durch eine archäologische Luftbildprospektion ein viereckiges Bewuchsmerkmal entdeckt. Erst Ende der 1990er Jahre wurden diese Spuren als römisches Kastell identifiziert. Ein 2002 gefundener Denar des Trajan stellt nur einen Einzelfund außerhalb des Befundzusammenhangs dar und kann so zu einer präziseren zeitlichen Zuordnung des Lagers nur wenig beitragen. Archäologische Ausgrabungen, die Informationen über die Zeitstellung liefern könnten, blieben bisher aus. Durch geomagnetische Prospektion konnte nur die Umwehrung erfasst werden, doch besitzen die in der Frühzeit dieser Methode erfassten Daten eine zu geringe Auflösung, um Details erkennen zu können.
Im Umfeld wurden weitere römische Reste festgestellt, die aber möglicherweise nicht zum Kastell, sondern einer jüngeren Zivilbesiedlung gehören.

## Kastell
Über Anfangs- und Enddatierung des Kastells können zum gegenwärtigen Stand der Forschungen keine gesicherten Aussagen getroffen werden. Wenn man von einer Zugehörigkeit zum Alblimes ausgeht, unterliegt es der in dessen Zusammenhang diskutierten Datierungsproblematik.
Das Kastell bei Deggingen, mit seinen Seitenlängen von nur etwa 60 m mal 70 m und einer Fläche von rund 0,4 ha, weist eine umlaufende Grabenanlage mit abgerundeten Ecken auf. Es besitzt zwei gegenüberliegende Toranlagen. Von der Größe her bot es Platz für einen Numerus oder eine so genannte Vexillation, ein Detachement in der Größe etwa einer Zenturie.
Aussagen über eine mögliche Innenbebauung können erst nach einer geophysikalischen Prospektion oder einer archäologischen Ausgrabung getroffen werden.

## Denkmalschutz
Das Bodendenkmal Kastell Deggingen ist geschützt als eingetragenes Kulturdenkmal im Sinne des Denkmalschutzgesetzes des Landes Baden-Württemberg (DSchG). Nachforschungen und gezieltes Sammeln von Funden sind genehmigungspflichtig, Zufallsfunde an die Denkmalbehörden zu melden.